# Ride Your Wave
Kimi to, Nami ni Noretara (きみと、波にのれたら lit. Si te subes a las olas?), también conocida como El amor está en el agua en España y Ride Your Wave: Juntos en el mar en Hispanoamérica, es una película de animación japonesa de 2019 producida por la productora 20th Century Fox, 20th Century Fox Animation y Science Saru y dirigida por Masaaki Yuasa (conocido por dirigir el anime Devilman Crybaby, basado en el manga Devilman de Gō Nagai). La película se estrenó en el Festival Internacional de Cine de Animación de Annecy el 10 de junio de 2019 y se estrenó en Japón el 21 de junio de 2019.

## Argumento
Hinako Mukaimizu, de 19 años, se muda a un pueblo costero para asistir a la universidad y disfrutar de su pasatiempo, el surf, sin pensar mucho en su futuro. Cuando su nuevo apartamento se incendia con los fuegos artificiales, Minato Hinageshi, un bombero de 21 años con un fuerte sentido de la justicia, la rescata. Hinako se siente atraída por su personalidad capaz, y se unen cuando comienza a aprender a surfear. Mientras los dos pasan tiempo juntos, se enamoran. Sin embargo, después de que Hinako le dice a Minato que las olas son las mejores para surfear durante la tormenta de invierno, él va a surfear durante la tormenta y se ahoga mientras rescata a un jet ski.
Hinako está angustiada por su muerte y se muda a un apartamento lejos de la playa. Un día, descubre que él aparece en el agua cada vez que ella canta "Brand New Story", una canción que solían cantar juntos. Mientras que los demás no pueden verlo, Hinako y Minato vuelven a pasar tiempo juntos, incluso en público. Sin embargo, Minato recuerda su propia mortalidad después de darse cuenta de que no puede tocar físicamente a Hinako y cuando su compañero de trabajo, Wasabi, le confiesa. Él le dice a Hinako que debe aprender a seguir adelante con su vida, pero Hinako se niega a aceptar esto. Sin embargo, se da cuenta de que depende demasiado de él después de que le impide ascender al cielo.
Cuando Hinako va a presentar sus respetos a la casa de Minato, su hermana Yōko le dice qué inspiró a Minato a convertirse en un bombero trabajador. Hinako descubre que ella fue la persona que salvó a Minato de ahogarse cuando eran más jóvenes, y cuando desbloquea su teléfono, lee su mensaje de texto redactado diciéndole que "monte su propia ola". Ella se inscribe en un curso de entrenamiento de salvavidas, con la esperanza de eventualmente dejar de depender de Minato. Mientras tanto, Yōko le confiesa a Wasabi, recordándole que él la había inspirado a regresar a la escuela cuando fue intimidada.
En su trabajo de medio tiempo, Yōko escucha al mismo grupo que detonó los fuegos artificiales previos que planean hacerlo en un edificio abandonado que alberga un gran árbol de Navidad. Hinako la acompaña mientras siguen al grupo para recolectar evidencia. Los fuegos artificiales hacen que el edificio y el árbol se incendien, y Hinako y una Yōko herida quedan atrapados en la parte superior. Hinako llama a Minato, quien envía una ola de agua al edificio, apagando el fuego. Hinako pone a Yōko en un tablero y lo monta como una tabla de surf por la ola. Después de intercambiar despedidas finales con Yōko, Wasabi y Hinako, el espíritu de Minato asciende al cielo.
La próxima Navidad, Hinako, Yōko y Wasabi, los dos últimos ahora saliendo, visitan la Torre del Puerto de Chiba para celebrar que Hinako recibió su certificación de salvavidas. Después, cuando Yōko y Wasabi se van, Hinako le canta a una fuente, pero Minato no aparece en el agua y ella firma con tristeza; luego, la torre lee un mensaje que le había escrito el año anterior y Hinako se cae a las fuentes y llora. Luego, Hinako reanuda sus deberes de salvavidas y con confianza continúa surfeando en la playa nuevamente.

## Reparto
| Personaje        | Seiyū Japón               | Actor de doblaje Hispanoamérica | Actor de doblaje España |
| ---------------- | ------------------------- | ------------------------------- | ----------------------- |
| Hinako Mukaimizu | Rina Kawaei               | Montserrat Aguilar              | Julia Rueda             |
| Hinako Mukaimizu | Hina Kino (joven)         |                                 |                         |
| Minato Hinageshi | Ryota Katayose            | Ferso Velázquez                 | Hugo Carrasco           |
| Minato Hinageshi | Tomohisa Yamazuki (joven) |                                 |                         |
| Yōko Hinageshi   | Honoka Matsumoto          | Ana Lobo                        | Mercedes Hoyos          |
| Wasabi Kawamura  | Kentarō Itō               | Tommy Rojas                     | Pablo Domínguez         |

## Producción
La película fue anunciada en el Festival Internacional de Cine de Tokio en 2018, donde Yuasa declaró que dirigiría la cinta. Describió la película como una "comedia romántica simple" que tendrá "muchas escenas emocionantes", incluidas algunas que representan el contraste entre el agua y el fuego. Yuasa comparó la vida con "montar una ola", usándola como base para la historia. La película fue producida por Science SARU. Reiko Yoshida se desempeñó como guionista y Michiru Oshima se desempeñó como compositor de música. Rina Kawaei y Ryota Katayose, el miembro idol de la boy-band Generations from Exile Tribe, se unió al elenco de papeles principales en enero de 2019, siendo en la película el primer papel de actuación de voz de Katayose. Honoka Matsumoto y Kentarō Itō se unieron al elenco en papeles secundarios en febrero de 2019.
El tema principal de la película es "Brand New Story" de Generations from Exile Tribe. Un video musical animado por Science SARU, con los miembros y nuevas escenas originales de la película, fue lanzado el 21 de junio de 2019. Para promocionar la película, se serializó una adaptación de manga de dos capítulos de Machi Kiachi en Deluxe. BetsuComi, que contiene una historia original sobre el primer encuentro de Hinako y Minato.
El 2 de julio de 2019, GKIDS anunció que había licenciado la película en América del Norte y se estrenó en 2020.

## Estreno
La película se estrenó en Japón en todo el país el 20 de junio de 2019. El estreno en China de la película estaba programado para el 7 de agosto de 2019, pero fue cancelado. La película se estrenó en el Reino Unido en Scotland Loves Anime el 11 de octubre de 2019. La película se estrenó en Norteamérica por GKIDS el 2 de febrero de 2020 y se lanzó en Blu-ray y DVD el 4 de agosto de 2020.

## Recepción
La película se estrenó en 299 cines en todo Japón el 21 de junio de 2019 y debutó en el puesto 9 en la semana de estreno con 80 millones de yenes. En el agregador de reseñas Rotten Tomatoes, la película tiene un índice de aprobación del 93% basado en 29 reseñas, con una calificación promedio de 7.9 de 10. En Metacritic, que asigna un puntaje promedio ponderado de 100 a las críticas de los principales críticos, la película recibió un puntaje promedio de 63 sobre 100 basado en 9 críticas, lo que indica "críticas generalmente favorables".
Matt Schley de The Japan Times le dio a la película cuatro de cinco estrellas, felicitando al "encantador elenco de personajes", mientras mencionaba que la película parecía demasiado "normal" para un trabajo de Yuasa. Escribiendo para Los Angeles Times, Charles Solomon calificó la película de Yuasa como "el mejor anime hasta ahora", citando sus personajes creíbles y su estilo de animación pulido. Peter Debruge de Variety señaló que el uso de un sencillo exitoso en la película como tema principal ayudó a ampliar su atractivo para una audiencia más convencional, pero también lo criticó por impulsar demasiado sus temas románticos.